# رويي ديدرو (مترو باريس)
رويي ديدرو (بالفرنسية: Reuilly – Diderot)‏ هي محطة مترو تابعة لمترو باريس تقع في فرنسا في الدائرة الثانية عشرة في باريس.[بحاجة لمصدر]